# Gunjevac
Gunjevac (Servisch cyrillisch Гуњевац) is een plaats in de Servische gemeente Ub. De plaats telt 497 inwoners (2002).